# Concilio Lateranense II
Il concilio Lateranense II, tenuto dal 4 all'11 aprile 1139 sotto la presidenza di Papa Innocenzo II, è considerato come decimo concilio ecumenico dalla Chiesa cattolica.

## Contesto
Il concilio deve la sua convocazione allo scisma avvenuto nel 1130 alla morte di Papa Onorio II: i cardinali sono divisi sul Concordato di Worms, che nel 1122 metteva fine alla lotta per le investiture. Inoltre, si aggiunse la rivalità tra due famiglie romane, i Frangipane e i Pierleoni. Il 14 febbraio 1130, sedici cardinali che sostenevano la famiglia Frangipane eleggono papa Gregorio Papareschi, che prende il nome di Innocenzo II. Qualche ora più tardi, Pietro Pierleoni è eletto papa da altri cardinali e prende il nome di Anacleto II. Con l'appoggio di Bernardo di Chiaravalle, Innocenzo II alla fine ha la meglio sul rivale, che muore nel 1138.

## Il concilio
Il concilio, convocato nella basilica di San Giovanni in Laterano, si occupa dapprima di riparare i danni provocati dallo scisma: Innocenzo II apre la riunione deplorando l'opera di Anacleto II e depone i vescovi scismatici che avevano appoggiato lo scisma. In seguito, il papa vuole continuare l'opera di riforma del primo concilio Lateranense. Vengono emanati 30 canoni di riforma:
- I vescovi e i preti devono assumere un atteggiamento esterno modesto, e viene prescritta ogni forma di ostentazione (canone 4).
- Il matrimonio dei preti e dei religiosi è dichiarato invalido e non più solo illecito (canoni 6, 7 et 11).
- Viene condannata l'usura.
- È vietato al clero regolare di praticare la giurisprudenza e la medicina per trarne guadagni temporali (canone 9).
- È vietato al clero dedicarsi ai giochi e ai tornei, pena la privazione della sepoltura cristiana (canone 14).
- Spetta ai capitoli delle cattedrali e ai superiori degli ordini religiosi di eleggere i vescovi (canone 28).
- L'uso dell'arco e della balestra è vietato contro i cristiani (canone 29).
- Infine viene condannato per eresia Arnaldo da Brescia.